# Suge Knight
Marion Hugh "Suge" Knight Jr. (Compton, Kalifornia, 1965. április 19. –) amerikai zenei producer, üzletember, lemezkiadó-alapító és tulajdonos, korábbi amerikaifutball-játékos, valamint elítélt bűnöző. A rapzene történetének egyik legellentmondásosabb alakja.
Karrierje kezdetén két mérkőzésen játszott a Los Angeles Rams csapatában. A Death Row Records lemezkiadó társalapítója és korábbi elnöke, amely kiadó Dr. Dre 1992-ben megjelent első nagylemezét, a The Chronic-ot követően dominálta a könnyűzenei listákat. Dr. Dre mellett olyan előadók is adtak ki nála albumokat, mint 2Pac, Snoop Dogg, az Outlawz és a The Dogg Pound. 1996-ban Knight börtönbe került, miután nem tudta kitölteni a próbaidejét, a kiadójának forgalma visszaesett, 2006-ban pedig csődbe ment.
Knight számos bűntényben részt vett. 2015 februárjában szándékosan halálra gázolta egy haragosát Comptonban, amely tette után gyilkossággal valamint gyilkossági kísérlettel is megvádolták. Minden vádpontban ártatlannak vallotta magát. 2018 szeptemberében elítélték, 28 év börtönt kapott.

## Élete
Marion Hugh Knight Jr. néven született Comptonban, Maxine Dikemen és Marion Knight Sr. fiaként. A "Suge" nevet egy gyerekkori becenév, a "Sugar Bear" után vette fel. A Lynwood High School gimnáziumba járt, ahol amerikai futballban és atlétikában jeleskedett. 1983-ban érettségizett. Egyetemi tanulmányait előbb az El Camino College (1983–1985), majd a University of Nevada (1985–1987) falai között végezte, mindkét intézmény amerikaifutball-csapatának tagja volt.
1987-ben profi futballistának állt, de nem draftolták, ennek ellenére a Los Angeles Rams behívta edzőtáborába, és végül két mérkőzésen pályára léphetett tartalékjátékosként.
Rövid NFL-pályafutása végeztével előbb koncertpromóterként és testőrként dolgozott (többek között Bobby Brownt is ő vigyázta), majd a könnyűzene, azon belül is a nyugati parti rap irányába fordult, 1989-ben megalapítva saját lemezkiadóját. Első sikerét a Vanilla Ice (Robert Van Winkle) nevű előadóval érte el, miután Van Winkle "Ice Ice Baby" című slágerének jogait átiratta Knight kiadójához dalszerzői indokok nyomán. Van Winkle több alkalommal is komoly nézeteltérésbe keveredett Knight-tal és annak testőreivel, egy alkalommal Knight állítólag saját hotelszobájának erkélyén lógatta ki Van Winkle-t, aki szerint azonban csak szóbeli fenyegetés történt, az ügyet pedig sikerült bíróságon rendezniük.
Knight ezután menedzsmentet alapított hiphop előadók számára, és leszerződött DJ Quik és The D.O.C. előadókkal, előbbi révén pedig az N.W.A nevű gengszterrap-formációval is megismerkedett.
1991-ben D.O.C., a rapper és producer Dr. Dre, valamint Knight megalapították a Death Row Records lemezkiadó vállalatot, Knight pedig szerződést kötött az Interscope Records-szal. A kiadó óriási sikernek bizonyult, az égisze alatt jelent meg Dr. Dre The Chronic című albuma, amely háromszoros platinastátuszt ért el az Egyesült Államokban.
Knight az 1990-es években komoly viszályba keveredett Sean Combs (művésznevén P. Diddy) rapperrel és üzletemberrel, amely viszály része volt a keleti és a nyugati parti rapperek közti kiélezett ellenségeskedésnek. A producer emellett megismerkedett a rapzene egyik leginkonikusabb alakjával, Tupac Shakurral is, akinek börtönből való szabadulásáért (ahová szexuális zaklatás miatt került) 1995-ben 1,4 millió dolláros óvadékot fizetett, azzal a feltétellel, hogy a rapper három nagylemezre leszerződik kiadójához. Knight vezette az autót Las Vegasban, amelyben Shakur utazott akkor, amikor ismeretlenek rálőttek, és amelynek következtében nem sokkal később életét vesztette. A támadásban Knight is megsérült.
Knight és a Death Row Records pályafutása a 2000-es években hanyatlásnak indult, számos pénzügyi nehézség és jogi vita után 2006-ban a kiadója csődbe ment, 2008-ban pedig elárverezésre került.

## Bűnügyek
Knight 2014-ig számos alkalommal került letartóztatásra erőszakos cselekmények, kábítószer-birtoklás, rablás és más bűncselekmények miatt.
2014 augusztusában Knight-ot többször meglőtték egy éjszakai klubban rendezett partin, amelynek Chris Brown volt a házigazdája. Habár hat golyót kapott a gyomrába, ennek ellenére saját lábán keresett orvosi ellátást, három nap múlva pedig elhagyta a kórházat.
2015. január 29-én Knight egy comptoni gyorsétterem parkolójában találkozott két másik férfival, Terry Carter üzletemberrel (aki barátja és a Heavyweight Records társalapítója is volt egyben) valamint Cle Sloan filmkészítővel. Knight szóváltásba keveredett a két férfival, majd beszállt pickupjába, és elgázolta őket, ezután pedig át is hajtott rajtuk. Carter azonnal meghalt, Sloan maradandó sérüléseket szenvedett. Az esetet biztonsági kamera is rögzítette. Knight ügyvédje eleinte önvédelemre hivatkozott, a producer pedig ártatlannak vallotta magát, később azonban feladta ezen álláspontját és elismerte bűnösségét a gyilkosságban, illetve feladta magát a rendőrségen. 2018-ban bűnösnek találták felindulásból elkövetett szándékos emberölés, különösen erőszakos bűncselekmény, továbbá fegyver illegális birtoklása miatt, ehhez hozzáadódott büntetett előélete, így végül 28 év letöltendő börtönbüntetésre ítélték.

## Fordítás
- Ez a szócikk részben vagy egészben  a   Suge Knight című angol Wikipédia-szócikk ezen változatának fordításán alapul.  Az eredeti cikk szerkesztőit annak laptörténete sorolja fel. Ez a jelzés csupán a megfogalmazás eredetét és a szerzői jogokat jelzi, nem szolgál a cikkben szereplő információk forrásmegjelöléseként.